# Calomys callidus
Calomys callidus är en däggdjursart som först beskrevs av Thomas 1916.  Calomys callidus ingår i släktet aftonmöss och familjen hamsterartade gnagare. IUCN kategoriserar arten globalt som livskraftig. Inga underarter finns listade.
Denna gnagare förekommer i norra Argentina och troligen i södra Paraguay. Habitatet utgörs av torra buskskogar.